# Caleb Shomo
Caleb Joshua Shomo (1º dicembre 1992) è un cantautore, polistrumentista e produttore discografico statunitense, noto per la sua militanza nei gruppi metalcore Attack Attack! e Beartooth.

## Biografia
Ha fatto parte della band Attack Attack! da quando aveva 15 anni, prima come tastierista e successivamente anche come cantante. Nel 2012 dà vita a un progetto collaterale di musica elettronica chiamato Class, e alla fine dello stesso anno decide di lasciare gli Attack Attack! per motivi di depressione, che si sciolgono dopo un ultimo tour senza Shomo. Sempre nel 2012 fonda il gruppo Beartooth, con cui pubblica nel 2013 l'EP Sick (in cui Shomo canta e suona tutti gli strumenti) dopo aver firmato con la Red Bull Records. Nel 2014, dopo aver raccolto intorno a sé altri musicisti, pubblica con i Beartooth l'album Disgusting, anche se continua a registrare e produrre gli album del gruppo senza alcun supporto di terzi. Il 4 dicembre 2012 ha sposato Fleur Terry.
Possiede inoltre uno studio di registrazione a Columbus, nell'Ohio.

## Discografia

### Come Class
EP
- 2013 – Stereo Typical

### Con gli Attack Attack!
Album in studio
- 2008 – Someday Came Suddenly
- 2010 – Attack Attack!
- 2012 – This Means War

EP

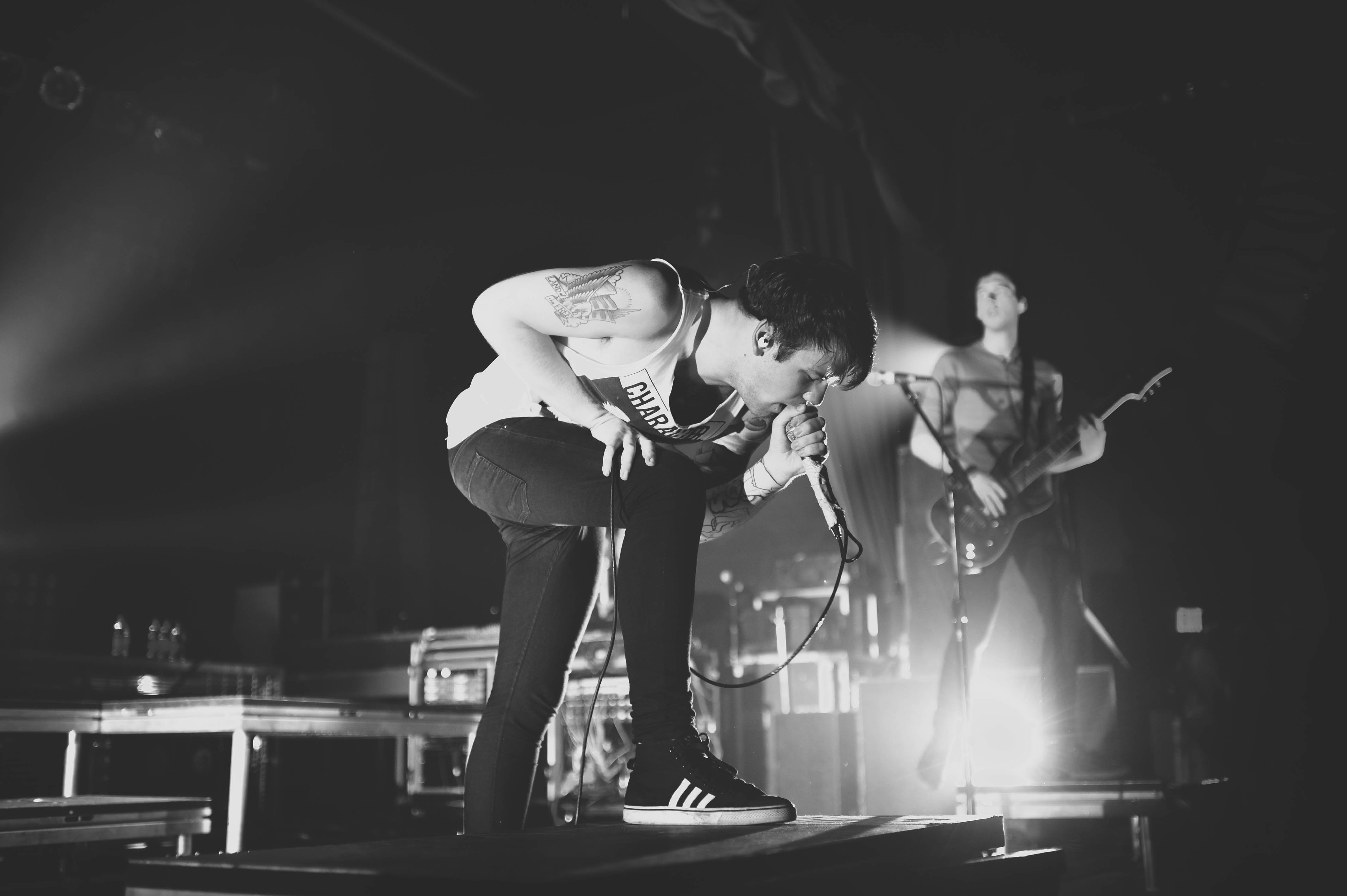
Caleb Shomo in concerto con gli Attack Attack! nel 2012

- 2008 – If Guns Are Outlawed, Can We Use Swords?

### Con i Beartooth
Album in studio
- 2014 – Disgusting
- 2016 – Aggressive
- 2018 – Disease
- 2021 – Below
- 2023 – The Surface

Album dal vivo
- 2016 – Live from Download Festival Paris 2016

EP
- 2013 – Sick
- 2019 – The Blackbird Session